# Nine (Circus Maximus)
Nine è il terzo album in studio della band norvegese progressive metal Circus Maximus, pubblicato il 1º giugno 2012 in Europa, e il 5 giugno 2012 in America. Tuttavia, in Italia l'album è disponibile nei negozi dal 5 giugno 2012, così come altri Paesi Europei.

## Tracce

### Tracce edizione standard
1. Forging – 1:16
2. Architect of Fortune – 10:12
3. Namaste – 4:02
4. Game of Life – 5:00
5. Reach Within – 4:59
6. I am – 4:20
7. Used – 4:52
8. The One – 4:00
9. Burn After Reading – 8:48
10. Last Goodbye – 10:01

### Tracce bonus edizione giapponese
1. Abyss (traccia live, registrata al ProgpowerUSA '09) – 5:22
2. Wither (traccia live, registrata al ProgpowerUSA '09) – 5:34

## Formazione

### Gruppo
- Michael Eriksen - voce, chitarra
- Mats Haugen - chitarra
- Truls Haugen - batteria, cori
- Glen Cato Møllen - basso
- Espen Storø - tastiera